# Eduardo de Castro González
Eduardo de Castro González (/eˈðwaɾðo ðe ˈkastɾo ɡõnˈθalɛθ/) est un homme politique espagnol, né le 3 mars 1957 à Melilla (province de Malaga).
Il est président de Melilla de juin 2019 à juillet 2023.

## Biographie

### Formation et vie professionnelle
Eduardo de Castro González naît en mars 1957 à Melilla,.
Il est diplômé en relations du travail et ressources humaines de l'université de Grenade (UGR), où il a étudié le droit. Fonctionnaire des Institutions pénitentiaires depuis 1982, il dirige le centre éducatif des mineurs délinquants (CEMI) de Melilla entre 2003 et 2008. Il est relevé de son poste par le gouvernement local et travaille entre 2009 et 2015 en tant que préparateur aux concours de la fonction publique,.

### Engagement politique
Lors de la fondation de Ciudadanos (Cs) à Melilla en mars 2015, il en devient le coordonnateur territorial. Il échoue par trois fois à être élu au Sénat, lors des élections générales de 2015, de 2016 et d'avril 2019.
Lors des élections locales du 24 mai 2015, il est tête de liste de Cs et remporte deux sièges l'Assemblée de Melilla.

### Président de Melilla
À nouveau chef de file de Ciudadanos au cours des élections du 26 mai 2019, il n'obtient qu'un seul siège. Lors de la session constitutive de l'Assemblée le 15 juin suivant, Eduardo de Castro est élu président de Melilla par 13 voix sur 25, bénéficiant du soutien des huit députés de la Coalition pour Melilla (CpM) et des quatre du Parti socialiste ouvrier espagnol (PSOE).
Alors qu'il était censé apporter son soutien au président sortant Juan José Imbroda, en vertu de l'accord national souscrit entre Cs et le Parti populaire (PP), ce dernier le qualifie de « traître » et « sans gêne », ce que de Castro décrit comme une situation « assez désagréable ».
Il est officiellement nommé par décret royal le 19 juin. Il est assermenté trois jours plus tard, en présence de la ministre de l'Industrie Reyes Maroto tandis qu'Imbroda, les neuf autres députés du PP et les deux élus de Vox boycottent la cérémonie.
Le 30 mars 2021, il est exclu de Ciudadanos par une instance disciplinaire, qui lui reproche d'avoir outrepassé les lignes directrices du parti. Cette décision est motivée par le fait qu'Eduardo de Castro a caché être suspecté par le procureur en chef de Melilla de la commission d'un délit de « prévarication administrative » concernant le marché de concession du service des grues de la ville autonome.